# اوست-واگا
اوست-واگا (به لاتین: Ust-Vaga) یک منطقهٔ مسکونی در روسیه است که در استان آرخانگلسک واقع شده‌است.